# 도쿄학생예술좌
도쿄학생예술좌는 1934년 6월 박동근(朴東根)·김진수(金鎭壽)·황순원(黃順元)·김영수(金永壽)·김동원(金東園)·김일영(金一英)·허남실(許南實)·주영섭(朱永涉)·마완영(馬完英) 등 15명이 모여 창립한 극단이다. 동경학생예술좌로도 부른다. 도쿄극단에서 적극적으로 연극수업의 길을 밟아, 장차 귀국하여 연극을 통해 민족의 얼을 되찾으려 한 '도쿄학생예술좌'의 레퍼토리는 1935년 6월 4일 쓰키지 소극장(築地小劇場)에서의 창립공연작품인 <소>, 주영섭의 <나루>, 제2회 공연작품인 유치진(柳致眞) 각색 <춘향전>(1937. 6), 제3회 공연작품인 오닐의 <막(幕)>을 3집까지 발간하였다. 1939년에는 70여 명이란 회원이 이 '예술좌'를 거쳤고, 귀국한 회원들이 '극연좌(劇硏座)' 등 기타 연극계에 투신하여 자못 그 장래가 기대되었으나 1939년 8월 연극을 통하여 좌익사상을 고취했다는 명목으로 일경은 '도쿄학생예술좌'의 관계자들을 검거하였다. 이때 주영섭·마완영·박동근·이서향(李曙鄕) 등이 기소되었다. 1940년 3월 8개월의 영어생활(囹圄生活)에서 풀려나온 박동근은 그 해 9월 일본에 건너가 '예술좌'를 해체하고 말았다. 이리하여 1920년대의 초기 학생극으로 시작된 신극운동은 1940년대의 암흑기를 앞두고 '학생예술좌'사건으로 종막을 고하고 말았다.